# Akademia Nauk Stosowanych im. Hipolita Cegielskiego w Gnieźnie Uczelnia Państwowa
Akademia Nauk Stosowanych im. Hipolita Cegielskiego w Gnieźnie Uczelnia Państwowa – publiczna uczelnia zawodowa utworzona w Gnieźnie 1 lipca 2004 roku na podstawie rozporządzenia Rady Ministrów z dnia 22 czerwca 2004 r. (Dz. U. Nr 150 poz.1572).

## Historia
Państwowa Wyższa Szkoła Zawodowa im. Hipolita Cegielskiego w Gnieźnie została utworzona 1 lipca 2004 r. na podstawie rozporządzenia Rady Ministrów z dnia 22 czerwca 2004 r. (Dz. U. Nr 150 poz. 1572). Wydanie rozporządzenia o powołaniu Uczelni, poprzedzone zostało szczegółową analizą wniosku przez odpowiednie jednostki organizacyjne ówczesnego Ministerstwa Edukacji Narodowej i Sportu, a także akceptacją resortów Rady Ministrów.
W początkowym okresie, Uczelnia nastawiona była na kształcenie w zakresie nauk technicznych. Wybór kierunków technicznych podyktowany był przede wszystkim tym, że w latach 1994–2003 Politechnika Poznańska kształciła w Gnieźnie inżynierów. Zatem można powiedzieć, że PWSZ Gniezno było kontynuatorką działań Politechniki Poznańskiej, tym bardziej że powołanie Uczelni odbyło się przy współpracy ówczesnych władz akademickich i włodarzy Miasta Gniezna. W 2021 roku uczelni nadano nazwę Państwowa Szkoła Wyższa im. Hipolita Cegielskiego w Gnieźnie.
Z dniem 1 maja 2022 roku Państwowa Szkoła Wyższa w Gnieźnie zmieniło swoją nazwę na Akademię Nauk Stosowanych im. Hipolita Cegielskiego w Gnieźnie. W kadencji 2024–2028 rektorem uczelni jest prof. Paweł Chęciński.

## Kierunki kształcenia
W 2025 roku ANS oferował możliwość kształcenia na siedmiu kierunkach studiów:
- Fizjoterapia – jednolite studia magisterskie[5]
- Pielęgniarstwo – studia I stopnia (licencjackie)[5]
- Pielęgniarstwo – studia II stopnia (magisterskie)[5]
- Kosmetologia – studia I stopnia (licencjackie)[5]
- Informatyka – studia I stopnia (inżynierskie)[6]
- Zarządzanie i inżynieria produkcji – studia I stopnia (inżynierskie)[6]
- Transport i logistyka – studia I stopnia (inżynierskie)[6]
- Analityka bezpieczeństwa – studia I stopnia (inżynierskie)[7]
- Bezpieczeństwo wewnętrzne – studia I stopnia (licencjackie)[7]

## Linki zewnętrzzne
- Strona internetowa ANS w Gnieźnie